# Юнацький чемпіонат Європи з футболу (U-19) 2024
Чемпіонат Європи з футболу 2024 серед юнаків до 19 років (англ. 2024 UEFA European Under-19 Championship) — 21-й розіграш чемпіонату Європи з футболу серед юнаків до 19 років і 71-й, якщо враховувати всі юнацькі турніри. Чемпіонат відбувся в Північній Ірландії з 15 по 28 липня 2024 року.
Збірна Італії захищала титул чемпіона.

## Кваліфікація
Відбірковий турнір до фінальної частини Чемпіонату Європи з футболу 2024 складався з двох раундів:
- Кваліфікаційний раунд: 11 жовтня — 21 листопада 2023 року
- Елітний раунд: 20 березня — 26 березня 2024 року

У кваліфікаційному раунді брали участь 54 команди (Північна Ірландія автоматично потрапила до фінальної частини на правах господаря турніру, Португалія автоматично пройшла в елітний раунд як команда з найвищим коефіцієнтом), які були поділені на 13 груп по 4 команди. В елітний раунд вийшли переможці груп, команди, що зайняли другі місця, і одна найкраща команда серед тих, що посіли треті місця.
В елітному раунді взяли участь 28 команд, які були поділені на 7 груп по 4 команди. Переможці груп вийшли у фінальну частину.

## Збірні, що кваліфікувались на чемпіонат Європи
| Збірна            | Шлях кваліфікації                | Дата кваліфікації | Попередні турніри                                                                 |
| ----------------- | -------------------------------- | ----------------- | --------------------------------------------------------------------------------- |
| Північна Ірландія | Господар                         | 19 квітня 2021    | 1 (2005)                                                                          |
| Франція           | Елітний раунд, переможці групи 2 | 26 березня 2024   | 12 (2003, 2005, 2007, 2009, 2010, 2012, 2013, 2015, 2016, 2018, 2019, 2022)       |
| Туреччина         | Елітний раунд, переможці групи 6 | 26 березня 2024   | 6 (2004, 2006, 2009, 2011, 2013, 2018)                                            |
| Іспанія           | Елітний раунд, переможці групи 1 | 26 березня 2024   | 13 (2002, 2004, 2006, 2007, 2008, 2009, 2010, 2011, 2012, 2013, 2015, 2019, 2023) |
| Україна           | Елітний раунд, переможці групи 7 | 26 березня 2024   | 5 (2004, 2009, 2014, 2015, 2018)                                                  |
| Італія            | Елітний раунд, переможці групи 5 | 26 березня 2024   | 9 (2003, 2004, 2008, 2010, 2016, 2018, 2019, 2022, 2023)                          |
| Норвегія          | Елітний раунд, переможці групи 3 | 26 березня 2024   | 6 (2002, 2003, 2005, 2018, 2019, 2023)                                            |
| Данія             | Елітний раунд, переможці групи 4 | 26 березня 2024   | 0 (дебют)                                                                         |

Примітки
- Уся статистика виступів включає лише період чемпіонатів U-19 (з 2002 року).
- Жирним шрифтом виділено турніри, на яких команда ставала чемпіоном.

## Арени
Турнір проходитиме на 3 стадіонах.
| Белфаст Ларн | Белфаст           | Белфаст          | Ларн             |
| Белфаст Ларн | Віндзор Парк      | Сів'ю            | Інвер Парк       |
| Белфаст Ларн | Місткість: 18,500 | Місткість: 3,383 | Місткість: 3,000 |
| Белфаст Ларн |                   |                  |                  |

## Регламент
Команди, які посіли перше та друге місця у своїй групі, виходять до чвертьфіналу.
На груповому етапі команди ранжуються за очками (3 очки за перемогу, 1 очко за нічию, 0 очок за поразку). Якщо декілька команд мають рівну кількість очок, для визначення їхніх місць застосовуються такі критерії у наступному порядку:
1. Очки набрані у всіх групових матчах.
2. Очки в очних матчах між цими командами.
3. Різниця голів в очних матчах між цими командами.
4. Голи, забиті в очних матчах між цими командами.
5. Різниця голів у всіх групових матчах.
6. Голи, забиті у всіх матчах групи.
7. Серія пенальті, якщо лише дві команди мають однакові показники за всіма наведеними вище критеріями, і вони зустрічаються в останньому раунді групи.
8. Дисциплінарні очки (червона картка = 3 очки, жовта картка = 1 очко, вилучення за дві жовті картки в одному матчі = 3 очки).
9. Рейтинг коефіцієнтів УЄФА для фінального жеребкування.
10. Жереб.

На стадії плей-оф для визначення переможців у разі необхідності використовується додатковий час і серія пенальті.

## Груповий етап
У кожній із двох груп беруть участь чотири команди. Команди, що посіли перше і друге місце, виходять у півфінал.
Жеребкування турніру відбулося 17 квітня 2024 року в Белфасті.

### Група A
| Поз | Команда               | І | В | Н | П | ГЗ | ГП | РГ | О | Кваліфікація                                             |
| --- | --------------------- | - | - | - | - | -- | -- | -- | - | -------------------------------------------------------- |
| 1   | Італія                | 3 | 2 | 0 | 1 | 7  | 4  | +3 | 6 | Плей-оф і вихід на молодіжний чемпіонату світу 2025 року |
| 2   | Україна               | 3 | 1 | 2 | 0 | 3  | 2  | +1 | 5 | Плей-оф і вихід на молодіжний чемпіонату світу 2025 року |
| 3   | Норвегія              | 3 | 1 | 1 | 1 | 3  | 2  | +1 | 4 | Плей-оф за вихід на молодіжний чемпіонат світу           |
| 4   | Північна Ірландія (H) | 3 | 0 | 1 | 2 | 0  | 6  | −6 | 1 |                                                          |

| 15 липня 2024 16:30 |

| Італія                        | 2–1      | Норвегія    |
| ----------------------------- | -------- | ----------- |
| - Ді Маджіо 44' - Дзеролі 51' | Протокол | - Браут 35' |

| Сів'ю, Белфаст Арбітр: Маріан Барбу (Румунія) |

| 15 липня 2024 20:00 |

| Північна Ірландія | 0–0      | Україна |
| ----------------- | -------- | ------- |
|                   | Протокол |         |

| Інвер Парк, Ларн Арбітр: Лука Більбія (Боснія і Герцеговинія) |

| 18 липня 2024 16:30 |

| Норвегія | 0–0      | Україна |
| -------- | -------- | ------- |
|          | Протокол |         |

| Сів'ю, Белфаст Арбітр: Генрік Налбандян (Вірменія) |

| 18 липня 2024 20:00 |

| Північна Ірландія | 0–3      | Італія                             |
| ----------------- | -------- | ---------------------------------- |
|                   | Протокол | - Дзеролі 15' - Камарда 45+2', 48' |

| Інвер Парк, Ларн Арбітр: Ізмаїл Барбара (Мальта) |

| 21 липня 2024 20:00 |

| Норвегія       | 2–0      | Північна Ірландія |
| -------------- | -------- | ----------------- |
| Браут 33', 65' | Протокол |                   |

| Сів'ю, Белфаст Арбітр: Сандер ван дер Ейк (Нідерланди) |

| 21 липня 2024 20:00 |

| Україна                                            | 3–2      | Італія                   |
| -------------------------------------------------- | -------- | ------------------------ |
| - Синчук 7' - Кревсун 54' - Пономаренко 75' (пен.) | Протокол | - Ебоне 34' - Романо 52' |

| Інвер Парк, Ларн Арбітр: Вассіліс Фотіас (Греція) |

### Група B
| Поз | Команда     | І | В | Н | П | ГЗ | ГП | РГ | О | Кваліфікація                                             |
| --- | ----------- | - | - | - | - | -- | -- | -- | - | -------------------------------------------------------- |
| 1   | Франція (A) | 3 | 2 | 1 | 0 | 8  | 5  | +3 | 7 | Плей-оф і вихід на молодіжний чемпіонату світу 2025 року |
| 2   | Іспанія     | 3 | 1 | 2 | 0 | 5  | 4  | +1 | 5 | Плей-оф і вихід на молодіжний чемпіонату світу 2025 року |
| 3   | Туреччина   | 3 | 0 | 2 | 1 | 5  | 6  | −1 | 2 | Плей-оф за вихід на молодіжний чемпіонат світу           |
| 4   | Данія       | 3 | 0 | 1 | 2 | 6  | 9  | −3 | 1 |                                                          |

| 16 липня 2024 16:30 |

| Данія               | 1–2      | Іспанія                  |
| ------------------- | -------- | ------------------------ |
| - Крюгер-Йонсен 43' | Протокол | - Андрес 26' - Браво 79' |

| Інвер Парк, Ларн Арбітр: Сандер ван дер Ейк (Нідерланди) |

| 16 липня 2024 20:00 |

| Франція                       | 2–1      | Туреччина  |
| ----------------------------- | -------- | ---------- |
| - Міхал 66' - Жаке 86' (пен.) | Протокол | - Фідан 4' |

| Сів'ю, Белфаст Арбітр: Вассіліс Фотіас (Греція) |

| 19 липня 2024 16:30 |

| Данія                           | 2–4      | Франція                                             |
| ------------------------------- | -------- | --------------------------------------------------- |
| - Олссон 87' - Сіммельхак 90+3' | Протокол | - Багойя 19' - Айкі 65' - Буабре 80' - Ассумані 85' |

| Інвер Парк, Ларн Арбітр: Лука Більбія (Боснія і Герцеговинія) |

| 19 липня 2024 20:00 |

| Туреччина | 1–1      | Іспанія           |
| --------- | -------- | ----------------- |
| Ай 90'    | Протокол | Гасьоровський 55' |

| Сів'ю, Белфаст Арбітр: Маріан Барбу (Румунія) |

| 22 липня 2024 20:00 |

| Туреччина                              | 3–3      | Данія                                              |
| -------------------------------------- | -------- | -------------------------------------------------- |
| - Барс 27' - Їлдирим 53' - Сарикая 70' | Протокол | - Швартау 18' - Крюгер-Йонсен 64' - Сіммельгак 76' |

| Сів'ю, Белфаст Арбітр: Ізмаїл Барбара (Мальта) |

| 22 липня 2024 20:00 |

| Іспанія                      | 2–2      | Франція                     |
| ---------------------------- | -------- | --------------------------- |
| - Родрігес 65' - Кеддарі 74' | Протокол | - Буабре 13' - Атангана 90' |

| Інвер Парк, Ларн Арбітр: Генрік Налбандян (Вірменія) |

## Плей-оф

### Турнірна сітка
|  | Півфінали          | Півфінали |                    |   | Фінал | Фінал |
|  |                    |           |                    |   |       |       |
|  | 25 липня – Белфаст |           |                    |   |       |       |
|  |                    |           |                    |   |       |       |
|  | Італія             | 0         |                    |   |       |       |
|  | Італія             | 0         | 28 липня – Белфаст |   |       |       |
|  | Іспанія дч         | 1         |                    |   |       |       |
|  | Іспанія дч         | 1         | Іспанія            | 2 |       |       |
|  | 25 липня – Белфаст |           | Іспанія            | 2 |       |       |
|  |                    | Франція   | 0                  |   |       |       |
|  | Франція            | Франція   | 0                  | 1 |       |       |
|  | Франція            |           |                    | 1 |       |       |
|  | Україна            | 0         |                    |   |       |       |
|  | Україна            | 0         |                    |   |       |       |

### Півфінали
| 25 липня 2024 15:00 |

| Італія | 0–1 дч   | Іспанія        |
| ------ | -------- | -------------- |
|        | Протокол | - Фортуні 100' |

| Віндзор Парк, Белфаст Глядачів: 1 302 Арбітр: Маріан Барбу (Румунія) |

| 25 липня 2024 20:00 |

| Франція      | 1–0      | Україна |
| ------------ | -------- | ------- |
| Атангана 61' | Протокол |         |

| Віндзор Парк, Белфаст Глядачів: 1 612 Арбітр: Ізмаїл Барбара (Мальта) |

### Плей-оф за вихід на молодіжний чемпіонат світу
Переможець кваліфікується на чемпіонат світу до 20 років у Чилі.
| 25 липня 2024 17:30 |

| Норвегія     | 1–1 пен. 10-9 | Туреччина   |
| ------------ | ------------- | ----------- |
| - Холтен 15' | Протокол      | - Вурал 81' |

| Сів'ю, Белфаст Глядачів: 317 Арбітр: Сандер ван дер Ейк (Нідерланди) |

### Фінал
| 28 липня 2024 20:00 |

| Іспанія                | 2–0      | Франція |
| ---------------------- | -------- | ------- |
| - Браво 41' - Діао 69' | Протокол |         |

| Віндзор Парк, Белфаст Глядачів: 8 358 Арбітр: Вассіліс Фотіас (Греція) |

| Чемпіон Європи 2024 |
| ------------------- |
| Іспанія 12-й титул  |